# تومی (فیلم ۲۰۱۵)
تومی (انگلیسی: Tommy) این فیلم محصول سال ۲۰۱۵ به زبان تلوگو یک درام (فیلم و تلویزیون) به کارگردانی راجا وانم ردی است. این فیلم اقتباسی از داستان واقعی هاچیکو محصول بابو پیکچرز است. ستاره‌های راجندرا پراساد (بازیگر) و سیتا در نقش‌های اصلی هستند و موسیقی فیلم توسط چاکری ساخته شده‌است.
این فیلم نقدهای متفاوتی از سوی منتقدان دریافت کرد.
این فیلم برنده جایزه آکیننی برای بهترین فیلم بلند نمایش خانگی شد و راجندرا پراساد نیز جایزه آکیننی برای بهترین بازیگر برای سال ۲۰۱۴ را به دست آورد.

## طرح
استاد وسوم (راجندرا پراساد) یک استاد بسیار مشهور در بهموارام در هند است. یک روز او در ایستگاه راه‌آهن با سگی روبرو می‌شود و تصمیم می‌گیرد آن سگ را به فرزندی قبول کند. در ابتدا همسرش (سیتا) آن را تأیید نمی‌کند اما بعداً با خواسته شوهرش موافقت می‌کند. این زوج نام سگ را تومی می‌گذارند و خیلی زود، حیوان خانگی یکی از اعضای اصلی خانواده می‌شود. ساتیام استاد شروع به بردن تامی روزانه به ایستگاه می‌کند و تومی به تنهایی عصر به ایستگاه می‌رود تا از او استقبال کند. پیوند عشق آنها هر روز قوی تر می‌شود. پیچ و تاب در داستان زمانی رخ می‌دهد که یک حادثه ناگوار زندگی کل خانواده را زیر و رو می‌کند. ناگهان یک روز، تومی نمی‌خواهد ساتیام استاد به سر کارش برود و سعی می‌کند او را در خانه و ایستگاه نیز متوقف کند. در همان روز او به دلیل حمله قلبی درگذشت، بدون اینکه هرگز به ایستگاه قطاری که تومی در آن منتظر است بازگردد. او روز بعد سوزانده شد. اما تومی در ایستگاه منتظر است و برای آخرین بار استاد خود را ندیده و منتظر بازگشت اوست. پس از چند روز خانواده به استرالیا به خانه دختر نقل مکان کردند. با وجود اینکه بارها توسط دختر استاد ویسوام به خانه برده می‌شد، به ایستگاه برمی‌گشت و هر روز منتظر بازگشت استاد بود. مثل اینکه ۱۰ سال صبر کرد و در دهمین سالگرد درگذشت استادش از دنیا رفت و برای آخرین بار خاطراتش را با استاد گرامی داشت.